# Apeadeiro de Fonte
O Apeadeiro de Fonte é uma interface encerrada da Linha do Alentejo, que servia a localidade de Fonte Barreira, no município de Palmela, em Portugal.

## História
Esta interface situa-se entre no troço entre Bombel e Barreiro da Linha do Alentejo, que entrou ao serviço em 15 de Junho de 1857. No entanto, não fazia parte originalmente da linha, tendo a Gazeta dos Caminhos de Ferro de 1 de Maio de 1905 noticiado que tinha sido ordenada a abertura para todo o serviço, de pequena e grande velocidade, dos apeadeiros de Fonte e Machados.

Em 1970 este interface tinha ainda a categoria de estação, mas em 1985 era já indicado como apeadeiro.